# Shoreline (Washington)
Shoreline je grad u američkoj saveznoj državi Washington. Prema popisu stanovništva iz 2010. u njemu je živjelo 53.007 stanovnika.